# Paolo Magnani
Paolo Magnani (Pieve Porto Morone, 31 dicembre 1926 – Treviso, 5 novembre 2023) è stato un vescovo cattolico italiano.

## Biografia
Nacque a Pieve Porto Morone, in provincia e diocesi di Pavia, il 31 dicembre 1926.

### Formazione e ministero sacerdotale
Il 29 giugno 1951 fu ordinato presbitero, nella cattedrale di Pavia, dal vescovo Carlo Allorio.
Allievo del Pontificio Seminario Lombardo a Roma, nel 1955 si laureò in Teologia dogmatica presso la Pontificia Università Gregoriana, assumendo nello stesso anno la docenza di questa materia presso il seminario diocesano, istituto del quale divenne rettore nel 1965.
Nel 1969 fu nominato pro-vicario generale, nel 1975 vicario generale della diocesi.

### Ministero episcopale

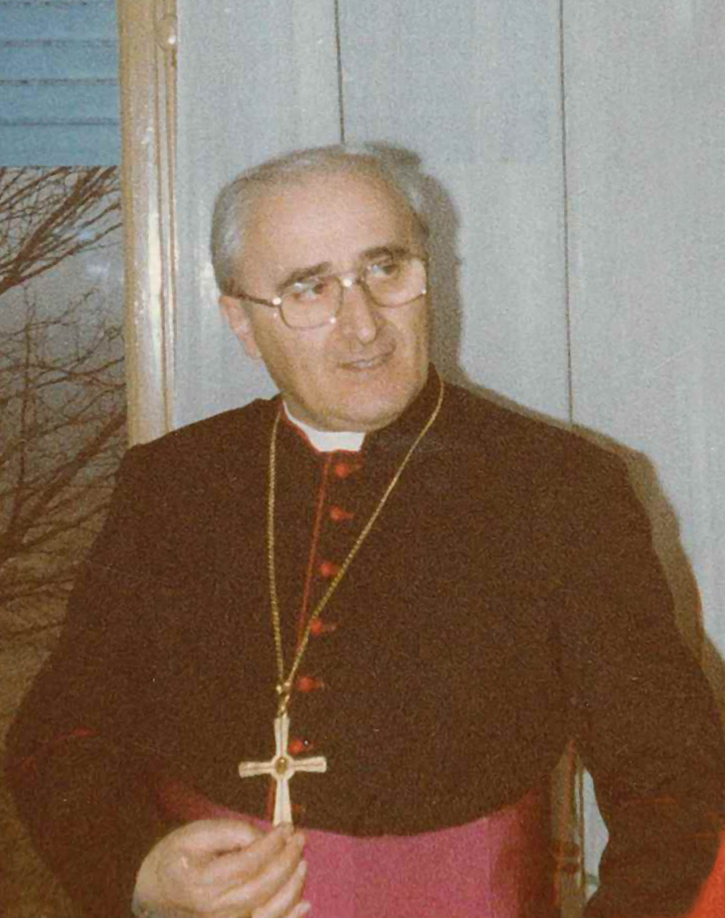
Mons. Magnani nel 1982.

#### Vescovo di Lodi
Il 27 luglio 1977 fu nominato vescovo di Lodi; succedette a Giulio Oggioni, precedentemente nominato vescovo di Bergamo. Ricevette la consacrazione episcopale il 10 settembre 1977, nella cattedrale di Pavia, dal cardinale Antonio Poma, co-consacranti l'arcivescovo Ernesto Civardi (futuro cardinale) ed il vescovo Antonio Giuseppe Angioni.
Indisse e celebrò il XIII sinodo diocesano.

#### Vescovo di Treviso
Il 19 novembre 1988 fu trasferito alla guida della diocesi di Treviso, succedendo al trentennale episcopato di mons. Antonio Mistrorigo; l'11 febbraio 1989 prese possesso della diocesi.
Durante il suo episcopato trevigiano riorganizzò la diocesi, abolendo le zone pastorali e riducendo i vicariati, promosse le vocazioni sacerdotali e religiose, svolse la visita pastorale dal 1991 al 1998 e indisse nel 1998 il XIV sinodo diocesano, celebrato nel 2000, con tema La parrocchia centro di vita spirituale per la missione. Nel 1999 consacrò il nuovo altare maggiore della cattedrale di Treviso, costituito dal primitivo sarcofago che conteneva le spoglie del beato Arrigo da Bolzano, del XIV secolo.
Conferì l'ordinazione episcopale a due presbiteri trevigiani: Angelo Daniel, eletto vescovo di Chioggia nel 1997, e Andrea Bruno Mazzocato, eletto vescovo di Adria-Rovigo nel 2000.
Il 20 ottobre 2002 richiese a papa Giovanni Paolo II il rito di beatificazione dell'arcivescovo Andrea Giacinto Longhin, suo quarto precedessore sulla cattedra trevigiana, a seguito del miracolo guarigione di un giovane affetto da peritonite avvenuta nel 1964.
Il 3 dicembre 2003 si ritirò per raggiunti limiti di età, lasciando la guida della diocesi ad Andrea Bruno Mazzocato, il quale si insediò il successivo 18 gennaio 2004.
Tra il 2015 e il 2017 fu co-consacrante di due nuovi vescovi: Andrea Migliavacca, nominato vescovo di San Miniato, con cui condivideva la stessa diocesi di origine, e Egidio Miragoli, nominato vescovo di Mondovì, da lui ordinato presbitero il 23 giugno 1979 quand'era vescovo di Lodi.
Il 31 dicembre 2016 compì novant'anni; il 2 gennaio 2017 fu festeggiato a Treviso con una concelebrazione eucaristica solenne nella chiesa di sant'Agnese.
Morì il 5 novembre 2023, all'età di 96 anni, nella sua residenza nella canonica della chiesa di sant'Agnese a Treviso. Dopo le esequie, celebrate l'11 novembre dal patriarca di Venezia Francesco Moraglia nella cattedrale di Treviso, fu tumulato nel sepolcro dei vescovi presso la cripta dello stesso edificio.

## Genealogia episcopale e successione apostolica
La genealogia episcopale è:
- Cardinale Scipione Rebiba
- Cardinale Giulio Antonio Santori
- Cardinale Girolamo Bernerio, O.P.
- Arcivescovo Galeazzo Sanvitale
- Cardinale Ludovico Ludovisi
- Cardinale Luigi Caetani
- Cardinale Ulderico Carpegna
- Cardinale Paluzzo Paluzzi Altieri degli Albertoni
- Papa Benedetto XIII
- Papa Benedetto XIV
- Cardinale Enrico Enriquez
- Arcivescovo Manuel Quintano Bonifaz
- Cardinale Buenaventura Córdoba Espinosa de la Cerda
- Cardinale Giuseppe Maria Doria Pamphilj
- Papa Pio VIII
- Papa Pio IX
- Cardinale Gustav Adolf von Hohenlohe-Schillingsfürst
- Arcivescovo Salvatore Magnasco
- Cardinale Gaetano Alimonda
- Cardinale Agostino Richelmy
- Vescovo Giuseppe Castelli
- Vescovo Carlo Allorio
- Cardinale Antonio Poma
- Vescovo Paolo Magnani

La successione apostolica è:
- Vescovo Angelo Daniel (1997)
- Arcivescovo Andrea Bruno Mazzocato (2000)